# Musée Communal (Herstal)

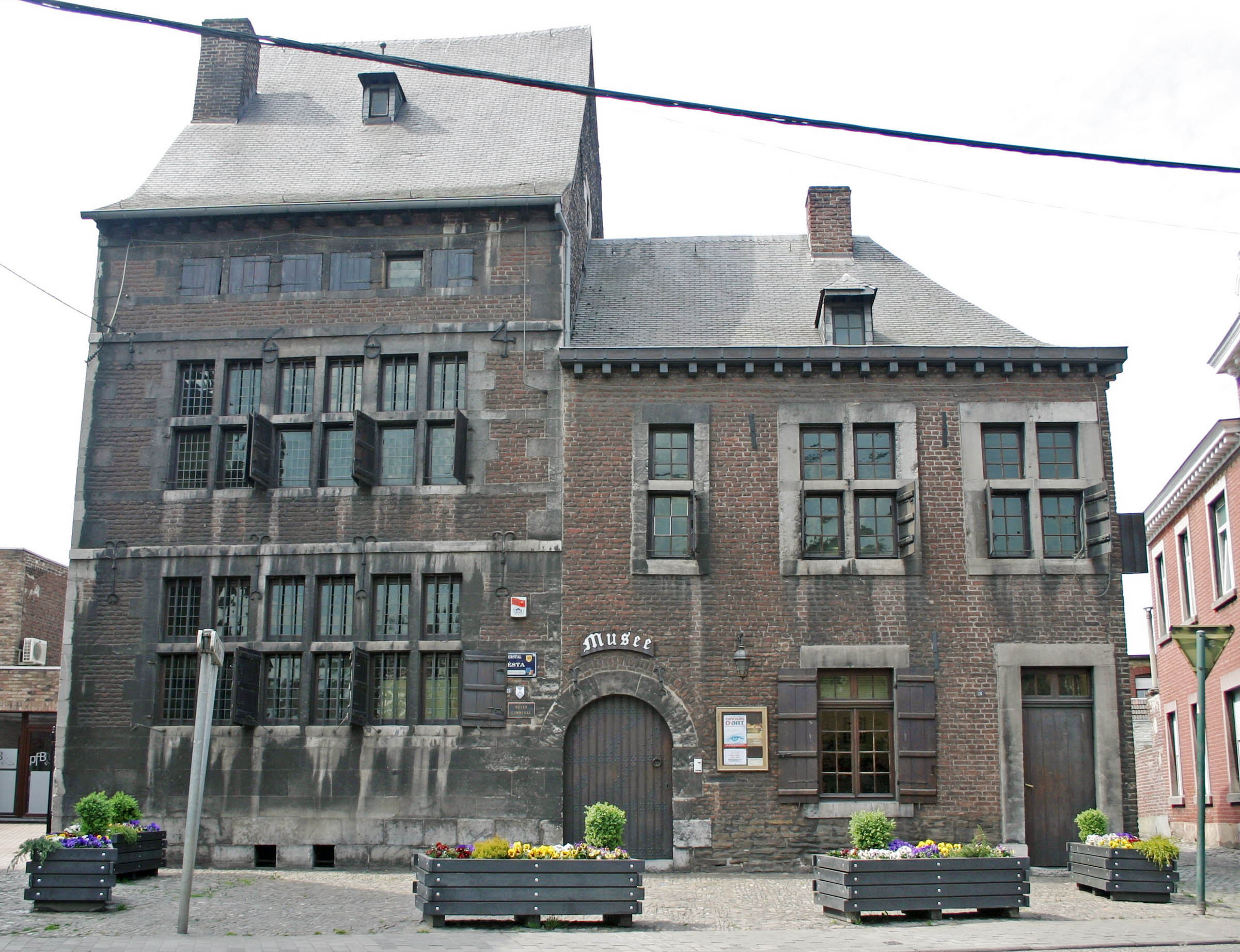
Maison de Lavinfosse

Het Musée Communal (gemeentemuseum) is een museum te Herstal in de Belgische provincie Luik.

## Maison de Lovinfosse
Het museum bevindt zich in het Maison de Lovinfosse, een burgerhuis in Maaslandse renaissance uit 1664. Niet alleen het gebouw, maar ook het interieur, is nog in originele staat.

## Collectie
Het museum behandelt de stadsgeschiedenis en de geschiedenis van de streek. Er worden prehistorische voorwerpen getoond terwijl aandacht wordt geschonken aan de geschiedenis van de Pepiniden en de Karolingen die nauw met de stad verweven zijn. De geschiedenis van de steenkoolwinning en de metaalbewerking en alle ambachten die daarbij betrokken zijn komt aan bod. Het betreft mijnwerkers, juweliers en edelsmeden, smeden, gieters, wapensmeden, graveurs en uurwerkmakers. Antieke motoren, afkomstig uit de fabrieken van FN, Saroléa, Gillet en Brondoit, worden tentoongesteld, welke les demoiselles de Herstal werden genoemd.
Naast de industriële geschiedenis is er ook aandacht voor de stedelijke kunstenaars, zoals Louis Jehotte, Henri Daco, Richard Heintz, Fanny Germeau, Joseph Rulot en Jules Brouns.
Een en ander wordt verlevendigd met diorama's en animaties.